# Hanna Hammarström
Hanna (Johanna) Hammarström, född 4 september 1829 i Stockholm, död där 27 november 1914, var en svensk fabrikör. Hon var Sveriges första tillverkare av telefontrådar. Hon stod för en stor del av tillverkningen av Sveriges första telefonnät och exporterade även utomlands. 
Hanna Hammarström var dotter till siden- och bomullsfabrikanten Per Hammarström (död 1868) och Christina Holmberg. Hon utbildades i flickskola men fick även lära sig hantverk, då hennes far önskade att alla hans barn skulle få lära sig något yrke, och hon gick i lära hos nipper-tillverkaren Chatillon. Hon var i flera år inneboende hos en släkting, en präst på Gotland, för att lära sig hushållsarbete, men fick flytta hem för att under flera år ta hand om sin mor under dennas sjukdom. Hon lyckades på egen hand tillverka telefontrådar enligt samma princip som karkas och utkonkurrerade från 1883 som enda svenska tillverkare de utländska leverantörerna av telefontråd till Stockholms Allmänna Telefonaktiebolag (SAT). Hon levererade även till aktiebolaget L. M. Ericsson & Co och flera svenska telefonfabriker. Under 1880-talet gjorde hon en studieresa till Tyskland. Hon hade sin egen fabrik vid Stora Vattugatan 5 i Klarakvarteren i Stockholm där hon hade enbart kvinnor anställda som hon själv utbildat. År 1886 tilldelades hon första pris för sin uppfinning vid Stockholms stora maskinutställning. Vid sekelskiftet uppkom flera svenska tillverkare och konkurrensen hårdnade, men Hammarström fortsatte sin verksamhet till sin död.           